# Rick Dees
Rigdon Osmond Dees III, detto Rick (Jacksonville, 14 marzo 1950), è un cantante, attore e conduttore radiofonico statunitense.

## Biografia

### Gioventù
Nato a Jacksonville il 14 marzo 1950 e cresciuto a Greensboro, nella Carolina del Nord, si è diplomato alla Grimsley High School di Greensboro e ha studiato all'Università della Carolina del Nord a Chapel Hill conseguendo una laurea in cinema, TV e radio.

### Carriera
Dees ha interpretato ruoli di contorno in telefilm e pellicole (si ricorda in particolare La Bamba del 1987 dove ha dato volto a Ted Quillin, il disc jockey artefice del successo di Ritchie Valens), ma è noto soprattutto per aver inciso nel 1976 il fortunatissimo singolo demenziale Disco Duck.
Oltre a lavorare come cantante e attore, Dees è un conduttore radiofonico di successo, professione che ha iniziato sin da quando frequentava il liceo. Nel corso degli anni ha lavorato per molte stazioni radio quali la WGBG di Greensboro, la WCAR di Chapel Hill, la WSGN di Birmingham e la WKIX di Raleigh, e le emittenti losangeline 93KHJ AM e KIIS-FM.

## Discografia parziale

### Album
- 1976 – The Original Disco Duck
- 1983 – Hurt Me Baby, Make Me Write Bad Checks
- 1984 – Put It Where the Moon Don't Shine
- 1985 – I'm Not Crazy

### Singoli
- 1976 – Disco Duck (Part One)
- 1977 – Dis-Gorilla (Part One)
- 1978 – Bigfoot
- 1984 – Get Nekked
- 1984 – Eat My Shorts

## Filmografia parziale

### Cinema
- Il gladiatore, 1986
- La Bamba, 1987

### Serie televisive
- Sposati... con figli (1994)
- La legge di Burke (1994)
- Un detective in corsia 1996
- Il tempo della nostra vita (2003)
- Febbre d'amore (2008)